# Festival internacional juvenil

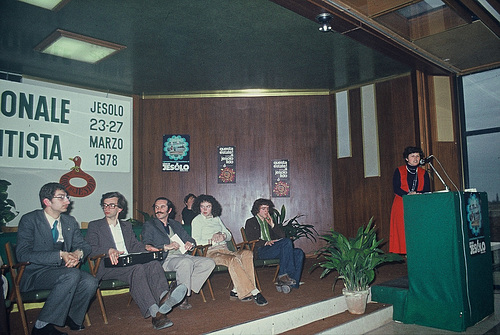
El 2.º IJF en Jesolo.

El Festival internacional juvenil (en esperanto: Internacia Junulara Festivalo - IJF) es un encuentro juvenil organizado por Juventud Esperantista Italiana (Itala Esperantista Junularo), el cual tiene lugar cada año en una ciudad italiana distinta. Suele ocurrir durante la vacaciones escolares de Pascua.
Además de presentaciones y círculos de discusión sobre el tema elegido para ese año, también se ofrecen presentaciones sobre temas generales, excursiones, conciertos y otros eventos. Para las personas que buscan mejorar su nivel en el idioma, se dictan clases desde niveles básicos hasta más avanzados.
El primer IJF ocurrió en 1977 en Trentino-Alto Adigio. El número de personas que asisten al festivas es de cerca de 100 asistentes. En el año 2000 se reunieron 325 personas en Cavallino, lo cual es la mayor cantidad de asistentes registrada hasta la fecha.

## Festivales anteriores
| #  | Año  | Ciudad                   | Provincia                    | Región               | Participantes      | Notas                   |
| -- | ---- | ------------------------ | ---------------------------- | -------------------- | ------------------ | ----------------------- |
| 39 | 2015 | Brusson                  | Aosta                        | Valle de Aosta       | 85                 |                         |
| 38 | 2014 | Castelsardo              | Sassari                      | Cerdeña              | 140                |                         |
| 37 | 2013 | Ostuni                   | Brindisi                     | Apulia               | 61                 |                         |
| 36 | 2012 | Cervia                   | Rávena                       | Emilia-Romaña        | 111                |                         |
| 35 | 2011 | Col di Nava              | Imperia                      | Liguria              | 75                 |                         |
| 34 | 2010 | Roncegno Terme           | Provincia autónoma de Trento | Trentino-Alto Adigio | 69                 |                         |
| 33 | 2009 | Giulianova               | Teramo                       | Abruzos              | 92 se inscribieron | Cancelado por terremoto |
| 32 | 2008 | Senigallia               | Ancona                       | Marcas               | 130                |                         |
| 31 | 2007 | Lignano Sabbiadoro       | Údine                        | Friul-Venecia Julia  | 124                |                         |
| 30 | 2006 | Torricella di Magione    | Perusa                       | Umbría               | 51                 |                         |
| 29 | 2005 | Jesolo                   | Venecia                      | Véneto               | 94                 |                         |
| 28 | 2004 | Abetone                  | Pistoia                      | Toscana              | 68                 |                         |
| 27 | 2003 | Savona                   | Provincia de Savona          | Liguria              | 124                |                         |
| 26 | 2002 | Fenestrelle              | Turín                        | Piamonte             | 155                |                         |
| 25 | 2001 | Bolsena                  | Viterbo                      | Lacio                | 165                |                         |
| 24 | 2000 | Cavallino-Treporti       | Venecia                      | Véneto               | 325                |                         |
| 23 | 1999 | Bellaria                 | Provincia de Rímini          | Emilia-Romaña        | 150                |                         |
| 22 | 1998 | Lignano Sabbiadoro       | Udine                        | Friul-Venecia Julia  | 205                |                         |
| 21 | 1997 | Col di Nava              | Imperia                      | Liguria              | 90                 |                         |
| 20 | 1996 | Sant'Orsola Terme        | Provincia autónoma de Trento | Trentino-Alto Adigio | 170                |                         |
| 19 | 1995 | Marina di Massa          | Provincia de Massa y Carrara | Toscana              | 201                |                         |
| 18 | 1994 | Fenestrelle              | Turín                        | Piamonte             | 180                |                         |
| 17 | 1993 | Vasto                    | Chieti                       | Abruzos              | 148                |                         |
| 16 | 1992 | La Salle – frazione Pont | Valle de Aosta               | Valle de Aosta       | 144                |                         |
| 15 | 1991 | Pinarella di Cervia      | Rávena                       | Emilia-Romaña        | 126                |                         |
| 14 | 1990 | Breguzzo                 | Provincia autónoma de Trento | Trentino-Alto Adigio | 130                |                         |
| 13 | 1989 | Savona                   | Provincia de Savona          | Liguria              | 100                |                         |
| 12 | 1988 | Castiglione dei Pepoli   | Bolonia                      | Emilia-Romaña        | 103                |                         |
| 11 | 1987 | Venaria Reale            | Turín                        | Piamonte             | 167                |                         |
| 10 | 1986 | Castelfranco Veneto      | Treviso                      | Véneto               | 166                |                         |
| 9  | 1985 | Venaria Reale            | Turín                        | Piamonte             | 153                |                         |
| 8  | 1984 | San Giuliano Mare        | Provincia de Rímini          | Emilia-Romaña        | 100                |                         |
| 7  | 1983 | Domaso                   | Como                         | Lombardía            | 100                |                         |
| 6  | 1982 | Trieste                  | Trieste                      | Friul-Venecia Julia  | 100                |                         |
| 5  | 1981 | Porretta Terme           | Bolonia                      | Emilia-Romaña        | 120                |                         |
| 4  | 1980 | Gorizia                  | Provincia de Gorizia         | Friul-Venecia Julia  | 110                |                         |
| 3  | 1979 | Marina di Massa          | Provincia de Massa y Carrara | Toscana              | 73                 |                         |
| 2  | 1978 | Jesolo Lido              | Venecia                      | Véneto               | 76                 |                         |
| 1  | 1977 | Levico Terme             | Provincia autónoma de Trento | Trentino-Alto Adigio | 51                 |                         |